# Nuoto agli VIII Giochi panamericani
Il nuoto ai Giochi panamericani 1979 ha visto lo svolgimento di 29 gare, 15 maschili e 14 femminili, dal 2 all'8 luglio.

## Medagliere
| #      | Nazione     | Oro | Argento | Bronzo | Totale |
| ------ | ----------- | --- | ------- | ------ | ------ |
| 1      | Stati Uniti | 28  | 12      | 6      | 46     |
| 2      | Canada      | 1   | 12      | 15     | 28     |
| 3      | Brasile     | 0   | 4       | 3      | 7      |
| 4      | Porto Rico  | 0   | 1       | 1      | 2      |
| 5      | Messico     | 0   | 0       | 3      | 3      |
| 6      | Colombia    | 0   | 0       | 1      | 1      |
| Totale | Totale      | 29  | 29      | 29     | 87     |

## Podi

### Uomini
| Evento               | Oro                                                               | Prest.   | Argento                                                           | Prest.   | Bronzo                                                                        | Prest.   |
| Stile libero         |                                                                   |          |                                                                   |          |                                                                               |          |
| 100 m                | David McCagg                                                      | 50”77    | Fernando Cañales                                                  | 51”25    | John Newton                                                                   | 51”45    |
| 200 m                | Rowdy Gaines                                                      | 1'51”22  | David Larson                                                      | 1'52”24  | Djan Madruga                                                                  | 1'52”34  |
| 400 m                | Brian Goodell                                                     | 3'53”01  | Djan Madruga                                                      | 3'57”46  | Peter Szmidt                                                                  | 3'58”34  |
| 1500 m               | Brian Goodell                                                     | 15'24”36 | Marcelo Jucá                                                      | 15'41”74 | Bobby Hackett                                                                 | 15'46”83 |
| Dorso                |                                                                   |          |                                                                   |          |                                                                               |          |
| 100 m                | Bob Jackson                                                       | 56”66    | Rômulo Arantes                                                    | 57”20    | Steve Pickell                                                                 | 57”89    |
| 200 m                | Peter Rocca                                                       | 2'00”98  | Jesse Vassallo                                                    | 2'02”07  | Djan Madruga                                                                  | 2'04”74  |
| Rana                 |                                                                   |          |                                                                   |          |                                                                               |          |
| 100 m                | Steve Lundquist                                                   | 1'03”82  | Greg Winchell                                                     | 1'04”76  | Graham Smith                                                                  | 1'05”66  |
| 200 m                | Steve Lundquist                                                   | 2'21”97  | John Simmons                                                      | 2'22”45  | Pablo Restrepo                                                                | 2'23”13  |
| Farfalla             |                                                                   |          |                                                                   |          |                                                                               |          |
| 100 m                | Robert Placak                                                     | 55"54    | Dan Thompson                                                      | 55"56    | Clay Evans                                                                    | 56"63    |
| 200 m                | Craig Beardsley                                                   | 2'00"49  | George Nagy                                                       | 2'02"15  | Bill Sawchuk                                                                  | 2'02"93  |
| Misti                |                                                                   |          |                                                                   |          |                                                                               |          |
| 200 m                | Jesse Vassallo                                                    | 2'03"29  | Graham Smith                                                      | 2'05"86  | Scott Spann                                                                   | 2'06"29  |
| 400 m                | Jesse Vassallo                                                    | 4'21"63  | Bill Sawchuk                                                      | 4'30"21  | Alex Baumann                                                                  | 4'32"42  |
| Staffette            |                                                                   |          |                                                                   |          |                                                                               |          |
| 4x100 m stile libero | Stati Uniti Rowdy Gaines Jack Babashoff John Newton David McCagg  | 3'23”71  | Canada Graham Welbourn Alan Swanston Bill Sawchuk Peter Szmidt    | 3'29”64  | Brasile Cyro Marques Djan Madruga Marcus Mattioli Rômulo Arantes              | 3'30”86  |
| 4x200 m stile libero | Stati Uniti Brian Goodell David Larson Kris Kirchner Rowdy Gaines | 7'31”28  | Brasile Cyro Marques Djan Madruga Jorge Fernandes Marcus Mattioli | 7'38”92  | Canada Peter Szmidt Graham Welbourn Rob Bayliss Bill Sawchuk                  | 7'29”27  |
| 4x100 m misti        | Stati Uniti Bob Jackson Steve Lundquist Bob Placak David McCagg   | 3'47”40  | Canada Steve Pickell Graham Smith Dan Thompson Bill Sawchuk       | 3'50”02  | Porto Rico Carlos Berrocal Orlando Gatinchi Arnaldo Pérez Fernando J. Canales | 3'54”63  |

### Donne
| Evento               | Oro                                                                       | Prest.  | Argento                                                       | Prest.  | Bronzo                                                              | Prest.  |
| Stile libero         |                                                                           |         |                                                               |         |                                                                     |         |
| 100 m                | Cynthia Woodhead                                                          | 56"22   | Jill Sterkel                                                  | 56"24   | Gail Amundrud                                                       | 57"79   |
| 200 m                | Cynthia Woodhead                                                          | 1'58"43 | Kim Linehan                                                   | 2'01"92 | Gail Amundrud                                                       | 2'03"38 |
| 400 m                | Cynthia Woodhead                                                          | 4'10"56 | Tracy Caulkins                                                | 4'16"13 | Wendy Quirk                                                         | 4'17"34 |
| 800 m                | Kim Linehan                                                               | 8'39"82 | Jennifer Hooker                                               | 8'50"71 | Barbara Shockey                                                     | 8'54"82 |
| Dorso                |                                                                           |         |                                                               |         |                                                                     |         |
| 100 m                | Linda Jezek                                                               | 1'03"33 | Cheryl Gibson                                                 | 1'05"17 | Teresa Rivera                                                       | 1'06"87 |
| 200 m                | Linda Jezek                                                               | 2'16"07 | Cheryl Gibson                                                 | 2'17"58 | Libby Kinkead                                                       | 2'20"19 |
| Rana                 |                                                                           |         |                                                               |         |                                                                     |         |
| 100 m                | Tami Paumier                                                              | 1'12"20 | Tracy Caulkins                                                | 1'12"52 | Anne Gagnon                                                         | 1'14"38 |
| 200 m                | Anne Gagnon                                                               | 2'35"75 | Joanne Bédard                                                 | 2'40"22 | Patricia Speeds                                                     | 2'40"79 |
| Farfalla             |                                                                           |         |                                                               |         |                                                                     |         |
| 100 m                | Jill Sterkel                                                              | 1'00"53 | Lisa Buese                                                    | 1'00"59 | Nancy Garapick                                                      | 1'02"96 |
| 200 m                | Mary T. Meagher                                                           | 2'09"77 | Karinne Miller                                                | 2'15"05 | Nancy Garapick                                                      | 2'16"40 |
| Misti                |                                                                           |         |                                                               |         |                                                                     |         |
| 200 m                | Tracy Caulkins                                                            | 2'16"11 | Nancy Garapick                                                | 2'19"36 | Anne Tweedy                                                         | 2'20"33 |
| 400 m                | Tracy Caulkins                                                            | 4'46"05 | Anne Tweedy                                                   | 4'47"19 | Nancy Garapick                                                      | 4'53"37 |
| Staffette            |                                                                           |         |                                                               |         |                                                                     |         |
| 4x100 m stile libero | Stati Uniti Stephanie Elkins Tracy Caulkins Jill Sterkel Cynthia Woodhead | 3'45"82 | Canada Gail Amundrud Carol Klimpel Anne Jardin Wendy Quirk    | 3'50"18 | Messico Teresa Rivera Isabel Reuss Yvonne Guerrero Helen Plachinski | 4'02"05 |
| 4x100 m misti        | Stati Uniti Linda Jezek Tracy Caulkins Jill Sterkel Cynthia Woodhead      | 4'13"24 | Canada Cheryl Gibson Anne Gagnon Nancy Garapick Gail Amundrud | 4'20"16 | Messico Teresa Rivera Elke Holtz Helen Plachinski Inez Guerrero     | 4'30"59 |